# Guy de Chauliac
Guy de Chauliac (francosko: [də ʃoljak]) ali drugače znan tudi pod imenom Guido ali, Guigo de Chauliaco in Gui de Chaulhac, francoski zdravnik in kirurg, * 1298, Chaulhac, Lozère, Francija, † 25. julij 1368, Avignon.
Napisal je zelo vplivno razpravo o kirurgiji v latinščini z naslovom Chirurgia Magna. Njegova dela so bila prevedena v številne druge jezike in so pritegnila veliko pozornosti evropskih zdravnikov v poznem srednjem veku.

## Življenje
Rodil se je manj premožni družini leta 1298 v kraju Chaulhac, grofija Toulouse, v južni Franciji. O njegovem otroštvu se ne v veliko. Kljub temu je zelo znana legenda o mladem, pametnem fantu, Chauliacu, ki naj bi baronici Mercoeur oskrbel zlomljeno nogo in ji tako ponovno omogočil hojo. Takrat naj bi bila baronica prepoznala v mladeniču nadarjenost za medicino in mu finančno omogočila šolanje in študij. Svoje šolanje je najverjetneje začel v Malzieu, ter ga nadaljeval v Mendu. S študijem je pričel na Univerzi v Toulousu, nadaljeval pa na Univerzi v Montpellieru, evropskem središču medicine 14. stoletja, kjer je študiral med letoma 1315 in 1320. Tam je prepoznal svojo strast za medicino in se odločil za specializacijo na področju anatomije. Do leta 1325 je nadaljeval študij pod mentorstvom Raymonda de Molièresa, ki ga je zaključil z magisterijem iz medicine. Leto kasneje se je odpravil študirati anatomijo na Univerzo v Bologni. Tam je pod vodstvom Nicole Bertuccia poglobil in izpopolnil svoje znanje. Od njega naj bi se Chauliac tudi naučil različnih kirurških tehnik. S šolanjem je končal leta 1330. Po končanem študiju v Bologni, je Chauliac preživel kratek čas v Parizu. Viri o tem obdobju njegovega življenja so precej skopi. Chauliac naj bi se po Parizu odpravil na jug, na poti pa naj bi opravljal razne kirurške storitve, da si je lahko financiral pot. Kasneje se je za kratek čas preselil v mesto Mende, in nato v Lyon, kjer je izvajal kirurške posege, medtem pa postal tudi posvečeni član duhovščine. Chauliac se je tudi držal celibata in se ni nikoli poročil. Največ časa je preživel v Avignonu, kjer je služboval kot osebni zdravnik višje duhovščine. Najprej pri papežu Klemnu VI. (1342–1352), in še naslednjima papežema, najprej Inocencu VI. (1352–1362) in kasneje tudi Urbanu V. (1362–1370). Zaradi svojega visoko cenjenega dela pri papežih je bil imenovan za papeškega uradnika. V Avignonu je umrl 25. julija 1368.

### Obdobje kuge
Ob izbruhu prve in najbolj uničujoče epidemije kuge med letoma 1347 in 1352, je Guy de Chauliac služboval v Avignonu. Kuga je mesto zadela v začetku leta 1348. Bil je edini zdravnik, ki si je upal ostati v mestu, kajti vsi njegovi kolegi so pobegnili v strahu pred okužbo. Medtem je Chauliac poskusil zdraviti obolele, hkrati pa je natančno dokumentiral simptome kuge. Chauliac je za boj proti bolezni priporočal čiščenje zraka, veneziranje (odpiranje vene za odstranitev krvi) in hranjenje obolelih z zdravo prehrano. Trdil je celo, da je sam bil okužen in je preživel bolezen. Kot previdnostni ukrep je papežu Klemenu VI. naročil, naj v svojo sobo ne spušča obiskovalcev, a je ta kljub temu zbolel. S svojimi opazovanji je Chauliac razlikoval med dvema oblikama bolezni: bubonsko kugo in pljučno kugo. O njiju je kasneje pisal v Chirurgii Magni.

## Dela
- Chirurgia magna, ki je njegovo najpomembnejše delo. Izdal jo je leta 1362 v Avignonu. Delo je posodobitev in razširitev predhodnega dela Inventorium sive Collectorium artis chirurgicalis medicinae, izdanega leta 1340. Chirurgio Magno je izdal pod imenom Guydon oziroma Guidon. Prvi ponatis je nastal leta 1440 v Gutenbergu. Dandanes obstaja že 70 različic njegove originalne izdaje. Njegovo delo je originalno napisano v latinščini, ampak kasneje je bilo prevedeno v 41 drugih jezikov. Knjiga je napisana v sedmih poglavjih, ki v celoti obsegajo čez 465 strani, kjer je Chauliac obravnaval anatomijo, otekline, anestetike, rane, zlome, razjede, posebne bolezni in protistrupe. Temelji na bolonjskem modelu zdravljenja v teoriji in praksi. Kot teoretično osnovo kirurškega akta postavlja študij anatomije. Močno se poglobi v posledice vdihavanja narkotikov kot metode pomoči anestezije pri bolnikih pred kirurškim posegom. Prav tako v Chirurgiji Magna prvič razlikuje med dvema vrstama kuge: bubonsko in pljučno kugo. To delo se še danes obravnava kot osnovni temelj kirurške medicine, ki služi kot pomoč zdravnikom s celega sveta.

- Inventorium sive cellectorium artis chirurgicalis medicinae – gre za zbirko grških, islamskih in arabskih avtorjev, mojstrov iz Salerna in kirurgov iz Bologne. Izdana je bila leta 1340.

- De Ruptura – razlaga o različnih tipih kile.

- De subtilianti diaeta – esej o astrologiji.

- Chauliac, Guy De. 2015. [citirano 17. 11. 2017]. Dostopno na naslovu: http://www.encyclopedia.com/people/medicine/medicine-biographies/guy-de-chauliac
- Gui de CHAULIAC. 2014. [citirano 23. 11. 2017]. Dostopno na naslovu: http://medarus.org/Medecins/MedecinsTextes/chauliac.html
- Guy de Chauliac Biography. 2017. [citirano 27. 11. 2017]. Dostopno na naslovu: http://www.faqs.org/health/bios/53/Guy-de-Chauliac.html
- Guy De Chauliac Biography'. 2016. [citirano 26. 11. 2017]. Dostopno na naslovu: https://www.thefamouspeople.com/profiles/guy-de-chauliac-447.php
- Watters, D. Guy De Chauliac: pre-eminent surgeon of the Middle Ages. 2013. [citirano 23. 11. 2017]. Dostopno na naslovu: http://www.academia.edu/33894447/Guy_de_Chauliac_pre-eminent_surgeon_of_the_Middle_Ages
- MEDICINA D'OCCITÀNIA: El metge occità antic més conegut: Gui de Chauliac. 2009. [citirano 26. 11. 2017]. Dostopno na naslovu: https://www.researchgate.net/publication/254478522_MEDICINA_D%27OCCITANIA_El_metge_occita_antic_mes_conegut_Gui_de_Chauliac